# Налоговый пенгё
Налоговый пенгё (адопенгё) (венг. Adópengő) — дополнительная денежная единица Венгрии в период с 1 января по 31 июля 1946 года, использовавшаяся параллельно с пе́нгё.

## История
После окончания Второй мировой войны национальная валюта Венгрии (пенгё) в результате гиперинфляции быстро обесценилась. 1 августа 1945 года доллар США стоил 1320 пенгё, 1 октября того же года —
8200 пенгё, 1 декабря — 128 000 пенгё.
Налоговый пенгё был введён с 1 января 1946 года в целях стабилизации ситуации. Первоначально он приравнивался к пенгё и использовался только банками и правительством в качестве более стабильной единицы расчёта.
Это помогло временно. Налоговый пенгё поначалу был более стабильной, чем пенгё, валютой. Через 3 месяца, в конце марта, доллар оценивался в 1 750 000 пенгё, но примерно в 40 000 налоговых пенгё.
Однако в апреле произошел обвал обеих валют. К 1 мая доллар стоил 59 миллиардов пенгё или 94 миллиона налоговых пенгё.
В мае 1946 года налоговый пенгё появился в наличном денежном обращении, были выпущены боны Министерства финансов номиналом от 10 000 до 1 миллиарда налоговых пенгё. В июне того же года Почтово-сберегательный банк выпустил сберегательные сертификаты в налоговых пенгё.
1 августа 1946 года введена новая денежная единица — форинт. Налоговые пенгё обменивались на форинты в соотношении 200 миллионов налоговых пенгё = 1 форинт.
| Дата              | Индекс                                 |
| ----------------- | -------------------------------------- |
| 1—6 января 1946   | 1                                      |
| 1—-5 февраля 1946 | 1,7                                    |
| 1 марта 1946      | 10                                     |
| 1 апреля 1946     | 44                                     |
| 1—2 мая 1946      | 630                                    |
| 1 июня 1946       | 160 000                                |
| 1 июля 1946       | 7 500 000 000 (7,5⋅109)                |
| 28 июля 1946      | 2 000 000 000 000 000 000 000 (2⋅1021) |